# Cerkev Srca Jezusovega, Praga
Cerkev Srca Jezusovega (češko Kostel Nejsvětějšího srdce Páně) je rimskokatoliška cerkev na Trgu Jurija iz Podjebrad v četrti Vinohrady v Pragi. Zgrajena je bila med letoma 1929 in 1932. Zasnoval jo je arhitekt Jože Plečnik,  ki je navdih zanjo iskal v zgodnjekrščanskih in antičnih vzorih.
Cerkev je eden najpomembnejših čeških verskih objektov 20. stoletja.  S širino 42 m je visoka stena stolpa ogromna, na njem je zastekljena ura premera 7,5 m  in je največja na Češkem. Osrednji prostor je prostorna pravokotna dvoranska ladja s kasetiranim stropom. V notranjosti so oltar iz belega marmorja in trimetrska pozlačena podoba Kristusa ter šest kipov, ki predstavljajo glavne zavetnike Češke. 
Med drugo svetovno vojno je bilo šest zvonov iz stolpa pretopljenih za orožje. Leta 1992 so jih nadomestili z dvema novima. Leta 2010 je bila cerkev uvrščena med češke kulturne spomenike državnega pomena. 

## Zgodovina
Predstavniki župnije v praški četrti Vinohrady so se leta 1919 obrnili na Plečnika, da bi po njegovem načrtu tamkaj zgradili novo cerkev. Sprva je idejno zasnovo zavrnil, z obrazložitvijo, da ne pozna dovolj dobro verskega čustvovanja Čehov. Po nadaljnjih razpravah je privolil in leta 1921 predlagal načrt cerkev s prostostoječim zvonikom, kar je sprožilo vprašanje, kje naj bi bila. Pri začetnem načrtovanju so nastale nekatere želje odbora za monumentalen župnijski center. Plečnik je oblikovanje zunanjosti zasnoval kot antični tempelj. Obrobo strehe je želel okrasiti s starinskim okrasnim trakom. Okoli glavne ladje je razvrstil stranske kapele in ob oltarju predvidel godbo, ki naj bi bila značilna za Čehe. 25 metrov visoka cerkev naj bi prevladala nad šolo, župniščem in stanovanjskimi stavbami ter ustvarila središče trga. Ta različica je bila zavrnjena zaradi pomanjkanja denarja in nejasnega stanja na zemljišču.
Do leta 1925 je nastalo več različic, nato pa je arhitekt ustvaril zanimiv cenejši projekt. Cerkev je bila precej nižja, imela pa naj bi izjemno širok zvonik in v primerjavi z dunajsko cerkvijo svetega Duha naj bi bila brez višinske cezure na stičišču ladje in prezbiterija. Za tloris je Plečnik izbral kvadrat s kasetiranim stropom in krog za teracna tla. Zamisel velike dvorane je bila revolucionarna in bi jo lahko pozneje sakralizirali z vrsto prostostoječih oltarjev.
Cerkev deluje monumentalno v središču trga s širokim zvonikom med ladjo in zakristijo. Višina zvonika ustreza dolžini ladje.

## Izvedba
Ker so bili postavljeni temelji precej dražji, kot je bilo načrtovano, je Plečnik poenostavljal, da bi zmanjšal stroške, okraševanje na vrhu fasade, odpovedal drage angele in zamenjal prvotno načrtovan kamnit portal in okenske okvirje s cenejšim belim ometom. Nasprotna velika okrogla okna, s katerimi je lepo prodrl skozi zid v zadnji različici, so kot oči kiklopa obrnjena proti stolnici Praške nadškofije, katedrali sv. Vida na praškem gradu.
Velika in svetla ladja je nastala na sorazmerno majhni kripti. Grobo je bila zgrajena 1930, odprta pa maja 1932, čeprav je bila še vedno skoraj povsem prazna. Leta 1931 je Plečnik poslal v Prago načrte za notranjo opremo. Po njih so naredili le glavni oltar, ki je bil končan 1939, opustili pa zamisel nepravilno po prostoru razporejenih stranskih oltarjev. Oltarja v kotih ob prezbiteriju je pozneje zasnoval Otto Rothmayer in uporabil nekatere Plečnikove elemente. V začetku 40-ih je Rothmayer dodal še stranska oltarja svetega Antona in svete Terezije. Plečnik nikoli ni videl opremljene cerkve, saj je Prago zapustil že leta 1934.
Delo s kipi na fasadi in oprema kripte in zakristije sta se začela med drugo svetovno vojno, vendar niso bila nikoli v celoti končana.

## Galerija
- Cerkev Srca Jezusovega
- Notranjost
- Detalj glavnega oltarja
- Nedaleč od cerkve je televizijski stolp Žižkov
- Detajl zunanjosti